# Hrčava
Hrčava (in polacco Herczawa, in tedesco Hertschawa) è un comune della Repubblica Ceca facente parte del distretto di Frýdek-Místek, nella regione della Moravia-Slesia.